# Baume à lèvres

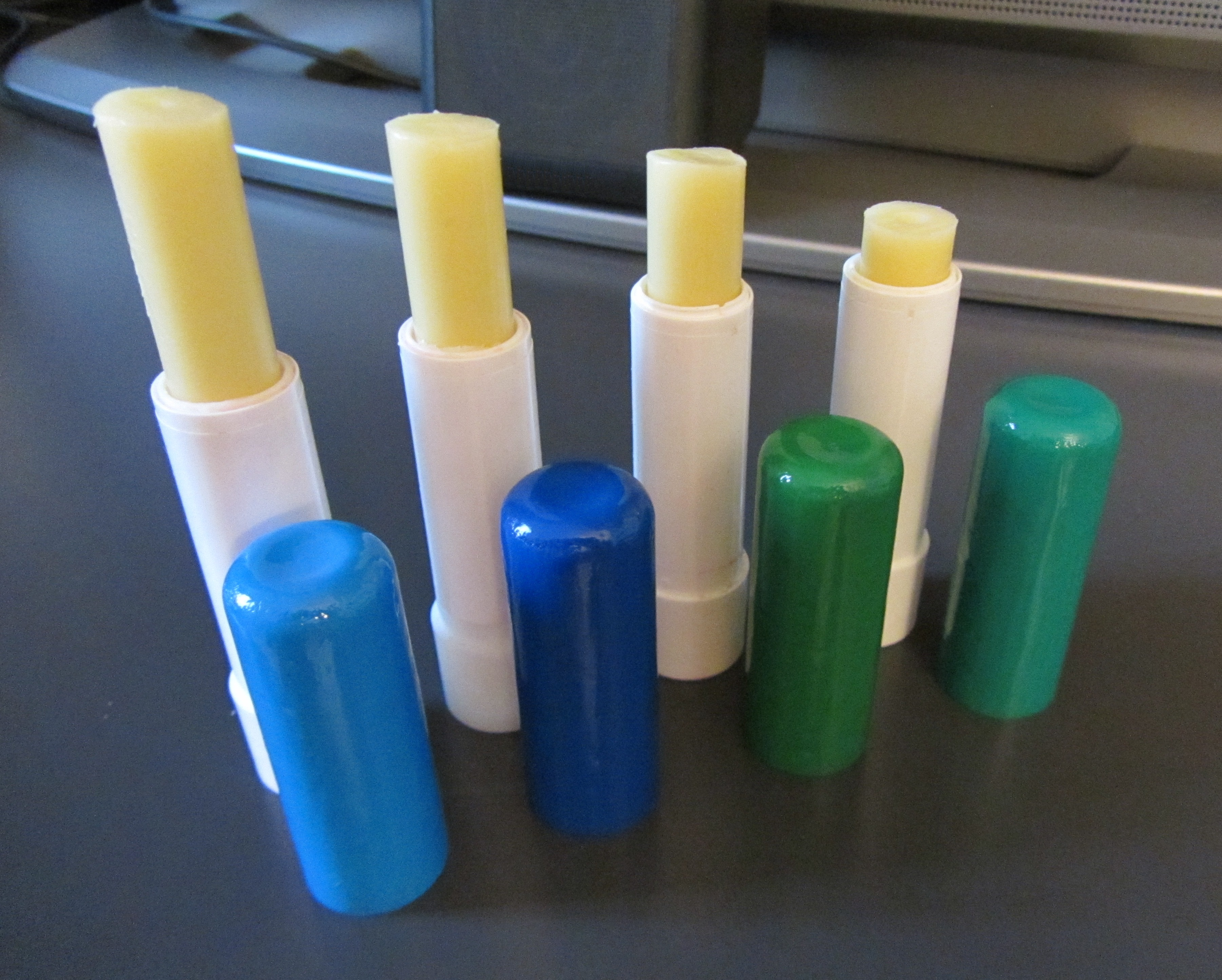
Baumes à lèvres maisons

Le baume à lèvres est une substance cireuse, appliquée localement sur les lèvres afin d'hydrater et de soulager les lèvres gercées ou sèches, le perlèche, la stomatite, ou les boutons de fièvre. Le baume à lèvres est souvent composé de cire d'abeille ou de carnauba, de camphre, d'alcool cétylique, de lanoline, de paraffine et de vaseline, parmi d'autres ingrédients. Certaines variétés contiennent des colorants, des arômes, des parfums, du phénol, de l'acide salicylique, et des filtres solaires.
La fonction principale du baume à lèvres est de fournir une couche occlusive sur la surface de la lèvre, afin de contenir l’hydratation des lèvres et les protéger contre l'exposition externe. L'air sec, le froid et le vent ont tous un effet desséchant sur la peau car ils évaporent peu à peu l'hydratation cutanée. Les lèvres sont particulièrement vulnérables parce que la peau y est très fine ; elles sont donc souvent les premières parties du corps à présenter des signes de sécheresse. Les ingrédients occlusifs comme les cires et la vaseline peuvent empêcher l'évaporation de l'eau du derme, et maintenir le confort des lèvres, tandis que les arômes, les colorants, les filtres solaires, et autres ingrédients peuvent fournir d'autres avantages spécifiques.
Le baume à lèvres peut être appliqué avec un doigt passé sur les lèvres, ou directement avec un tube de style rouge à lèvres.
Le baume à lèvres a été commercialisé pour la première fois dans les années 1880 par Charles Browne Fleet, bien que son origine puisse être rattachée à la cire d'oreille. Plus de 40 ans avant la mise en vente de baumes à lèvres par Fleet, Lydia Maria Child recommandait le cérumen comme un traitement pour les lèvres gercées, dans son célèbre livre The American Frugal Housewife. Child y écrit : « Les gens affligés de lèvres gercées ont trouvé avec ce remède [cérumen] une solution, là où d'autres recettes ont échoué. Cela ressemble à ces remèdes dont on se moque, parfois ; mais je sais que celui-ci a produit des résultats salutaires. »

## Grandes marques
- Baby Lips de Maybelline
- Burt's Bees
- Blistex
- Carmex
- ChapStick
- Labello
- Lip Smacker
- Lypsyl
- Tholene
- Vaseline
- DeFY Cosmetic
- Baume à lèvres de Weleda
- Soin des lèvres de Nivea
- Revo de Walgreens
- Carmex

## Dépendance
Quelques médecins ont estimé que certains types de baume à lèvres pouvaient être addictifs, ou contenir des ingrédients favorisant la déshydratation des lèvres. Les fabricants de baume à lèvres indiquent parfois dans leurs Foires Aux Questions qu'il n'y a rien qui puisse causer une dépendance dans leurs produits, ou que tous les ingrédients sont inscrits et approuvés par la FDA (Food and Drug Administration). Le site de fact-checking Snopes a prouvé que la rumeur voulant qu'il y ait des substances irritantes comme le verre pilé dans le baume à lèvres Carmex (substances qui nécessiteraient une ré-application), est fausse.

## Huile minérale
En 2015, l'organisation de consommateurs allemande Stiftung Warentest a testé des produits cosmétiques contenant de l'huile minérale. Après avoir développé une nouvelle méthode de détection, les testeurs ont découvert des hydrocarbures d’huiles minérales aromatiques (MOAH - mineral oil aromatic hydrocarbons) et des hydrocarbures d’huiles minérales saturés (MOSH - mineral oil saturated hydrocarbons) dans des produits contenant des huiles minérales, les produits de la marque Vaseline étant ceux qui en contenaient le plus (jusqu'à 9 %). L'Autorité européenne de sécurité des aliments (EFSA) considère les MOAH et les MOSH comme potentiellement cancérigènes. D'après ces résultats, Stiftung Warentest recommande de ne pas utiliser des produits de la marque Vaseline ou contenant des huiles minérales comme baume à lèvre, car celui-ci est ingéré. Celles-ci se retrouvent dans les ingrédients sous les noms « mineral oil », « cera microcristallina », « paraffin » ou encore « paraffinum liquidum ».
En 2017, l'UFC-Que choisir teste à son tour des baumes à lèvres et détecte à nouveau des MOAH et/ou des MOSH dans 10 des 21 baumes à lèvre testés, des marques Avène, Labello, Boiron, La Roche-Posay, Le Petit Marseillais, Carmex, Yves Rocher, Garnier, Aptonia et Uriage.
En 2019, Test-Achats teste à son tour des baumes à lèvres et y détecte également des MOAH et/ou des MOSH dans 18 des 21 produits testés, dont ceux des marques Princesse Disney, Hello Kitty, Minions et Labellino (Labello).